# Championnats d'Europe de boxe amateur 1961
Navigation
Édition précédente Édition suivante
La 14e édition des championnats d'Europe de boxe amateur s'est déroulée à Belgrade, Yougoslavie, du 3 au 10 juin 1961. 

## Résultats

### Podiums
| Catégories                   | Or                | Argent             | Bronze                                |
| Poids mouches (-51 kg)       | Paolo Vacca       | Vladimir Stolnikov | Fritz Chervet Otto Babiasch           |
| Poids coqs (-54 kg)          | Sergey Sivko      | Piotr Gutman       | Nicolae Puiu Primo Zamparini          |
| Poids plumes (-57 kg)        | Francis Taylor    | Aleksandr Sasuzhin | Constantin Gheorghiu Heinz Schulz     |
| Poids légers (-60 kg)        | Richard McTaggart | Petar Benedek      | Paul Warwick János Kajdi              |
| Poids légers (-63,5 kg)      | Alois Tumins      | Ljubiša Mehović    | Marian Kasprzyk Pierre Cosentino      |
| Poids welters (-67 kg)       | Richardas Tamulis | Max Meier          | Ian Mackenzie Jean Josselin           |
| Poids super-welters (-71 kg) | Boris Lagutin     | Hans-Dieter Neidel | Erich Schichta Virgil Badea           |
| Poids moyens (-75 kg)        | Tadeusz Walasek   | Yevgeniy Feofanov  | Franz Frauenlob Dragoslav Jakovljević |
| Poids mi-lourds (-81 kg)     | Giulio Saraudi    | Gheorghe Negrea    | Zdzisław Józefowicz Jack Bodell       |
| Poids lourds (+81 kg)        | Andrey Abramov    | Benito Penna       | Zbigniew Gugniewicz Günter Siegmund   |

### Tableau des médailles
| Place | Pays                 | Médaille d'or, Europe | Médaille d'argent, Europe | Médaille de bronze, Europe | Total |
| ----- | -------------------- | --------------------- | ------------------------- | -------------------------- | ----- |
| 1     | Union soviétique     | 5                     | 3                         | 0                          | 8     |
| 2     | Italie               | 2                     | 1                         | 2                          | 5     |
| 3     | Pologne              | 1                     | 1                         | 3                          | 5     |
| 4     | Angleterre           | 1                     | 0                         | 2                          | 3     |
| 5     | Écosse               | 1                     | 0                         | 1                          | 2     |
| 6     | Yougoslavie          | 0                     | 2                         | 1                          | 3     |
| 7     | Roumanie             | 0                     | 1                         | 3                          | 4     |
| 7     | Allemagne de l'Est   | 0                     | 1                         | 3                          | 4     |
| 9     | Suisse               | 0                     | 1                         | 1                          | 2     |
| 10    | Autriche             | 0                     | 0                         | 1                          | 1     |
| 10    | Allemagne de l'Ouest | 0                     | 0                         | 1                          | 1     |
| 10    | Hongrie              | 0                     | 0                         | 1                          | 1     |
| 10    | France               | 0                     | 0                         | 1                          | 1     |
| Total | 13 pays médaillés    | 10                    | 10                        | 20                         | 40    |